# فرودگاه ایالتی ویلیام اچ مورس
فرودگاه‌ایالت ویلیام اچ مورس (به انگلیسی: William H. Morse State Airport)  یک فرودگاه همگانی باربری  است که یک باند فرود آسفالت دارد و طول باند آن ۱۱۲۹ متر است. این فرودگاه در  کشور ایالات متحده آمریکا قرار دارد و در ارتفاع ۲۵۲ متری از سطح دریا واقع شده است.